# Leucauge hebridisiana
Leucauge hebridisiana este o specie de păianjeni din genul Leucauge, familia Tetragnathidae, descrisă de Berland, 1938. Conform Catalogue of Life specia Leucauge hebridisiana nu are subspecii cunoscute.